# Kapasan (Nguling)
Kapasan is een bestuurslaag in het regentschap Pasuruan van de provincie Oost-Java, Indonesië. Kapasan telt 2577 inwoners (volkstelling 2010).